# Bjørnstjerne Bjørnson
Bjørnstjerne Martinius Bjørnson, född 8 december 1832 i Kvikne norr om Tynset, död 26 april 1910 i Paris, var en norsk författare, diktare och samhällsdebattör. Bjørnson grundade Riksmålsforbundet och skrev texten till Norges nationalsång Ja, vi elsker dette landet som tonsattes av Rikard Nordraak. Han tilldelades Nobelpriset i litteratur 1903.

## Unga år
Bjørnstjerne Bjørnson föddes 1832 på gården Bjørgan i Kvikne norr om Tynset. 1837 blev hans far Peder Bjørnson, som hade varit pastor i Kvikne, förflyttad till Nesset församling i Romsdal, och det var i detta område Bjørnson växte upp. Efter fem år vid middelskolen i Molde, som var den närmaste staden, blev Bjørnson 17 år gammal sänd till Heltbergs studentfabrikk i Christiania för att avlägga examen och studera vid stadens universitet. Där hamnade han i samma klass som Jonas Lie, Henrik Ibsen och Aasmund Olavson Vinje. Hans första tidningsartikel var om februarirevolutionen i Frankrike 1848. Efter fullföljd examen artium 1852 började Bjørnson snart att jobba som journalist. Han skrev litteratur- och teaterkritik och ivrade för en förnorskning av scenkonsten. Bjørnson hade dessutom skrivit dikter sedan han var elva år gammal.
År 1858 gifte han sig med Karoline Reimers, och de förblev gifta till hans död.

## Författarskap

### Bondeberättelser
1857 publicerade Bjørnstjerne Bjørnson Synnøve Solbakken, den första av flera bonderomaner, först som följetong i veckotidningen Illustreret Folkeblad. 1858 efterföljdes boken av Arne, 1860 av En glad gutt, och 1868 kom Fiskerjenten. Dessa böcker är de viktigaste av författarens bondeberättelser. Denna del av hans författarskap satte djupa spår i den norska självkänslan och gjorde honom berömd också i utlandet.
Synnøve Solbakken har filmatiserats på svenska tre gånger 1919, 1934 samt 1957.
Bjørnson ville påvisa släktskapet mellan samtidens bonde och sagatidens hjälte, lage en ny saga i lys av bøndene som han sa, och han trodde detta kunde göras, inte bara i prosa, utan också i nationella dramer eller folkestykker. Det första av dessa var ett enaktsstycke där handlingen är förlagd till 1200-talet, Mellem slagene, skrivet 1855, men inte utgivet förrän 1857. I berättelserna efterliknade han sagastilen, och i litteraturhistoriska sammanhang representerar de en ny realism. Vid denna tid blev han starkt påverkad av studier av Baggesen och Oehlenschläger efter ett besök i Köpenhamn 1856—1857. Mellom slagene följdes av Halte Hulda 1858, och Kong Sverre 1861. Alla dessa tidiga försök ledde till trilogin om Sigurd Slembe, som Bjørnson publicerade 1862. Efter denna räknades han in bland de ledande yngre poeterna i Europa.

### Teaterchef
I slutet av 1857 blev Bjørnson utnämnd till direktör av Ole Bull-teatern i Bergen. Denna position innehade han i två år, därefter återvände han till huvudstaden. Mellan åren 1860 och 1863 reste han runt i Europa. Under denna period skrev han den historiska dikten Brede Seil over Nordsjø gaar samt Bergliot. Under perioderna 1863-1867 och 1870-1871 övertog han ledningen för Kristiania teater, där hans komedi De nygifta och den romantiska tragedin om Maria Stuart uppfördes. 1870 publicerade han sina dikter och sånger samt den episka Arnljot Gelline.
Mellan 1864 och 1874 var han mest upptagen med politik och ledning av teatern. Det var under den här perioden han uppträdde som en radikal agitator. 1871 åkte han runt och höll föredrag i de nordiska länderna.

### Utomlands – och tillbaka igen

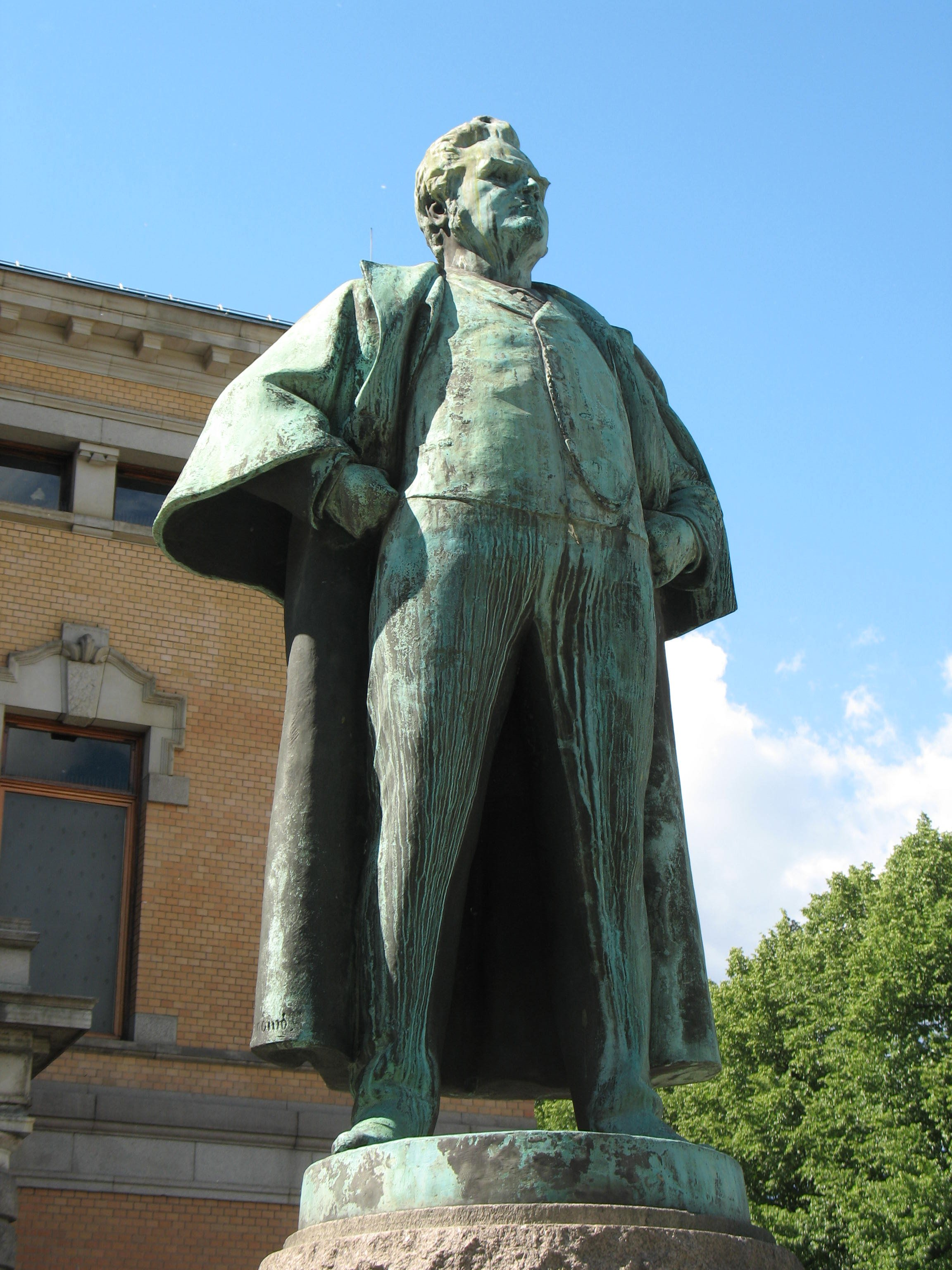
Staty över Bjørnson utanför Nationaltheatret i Oslo av konstnären Stephan Sinding, avtäckt 1899.

Mellan 1874 och 1876 vistades Bjørnson utomlands, och i denna frivilliga exil fick han tillbaka sin skaparkraft. Hans relansering som dramatiker startade med En Fallit och Redaktøren 1874. Detta var sociala dramer med ett utpräglat modernt och realistiskt formspråk.
Poeten slog sig nu till ro på sin egendom Aulestad i Gausdal. 1877 gav han ut en ny roman Magnhild som var ett verk där hans idéer runt sociala frågor utvecklades. Han gav uttryck för sina republikanska idéer i det polemiska teaterstycket Kongen. I en senare utgåva av detta verk tog han med en inledande essä Intellektuell frihet som närmare förklarade hans ståndpunkt. Kaptejn Mansana, som är en berättelse från det italienska frihetskriget, kom 1878.
För att få en framgång på scenen, ägnade Bjørnson sina krafter åt att skriva ett socialdrama, Leonarda (1879) och ett satiriskt stycke, Det ny system kom några veckor senare. Även om dessa stycken från Bjørnsons andra period blev debatterade, de sammanföll med tiden för hans brytning med kristendomen och hans omvändelse till darwinismen, var det ingen av dem (bortsett från En fallit) som blev någon publikframgång.
På 1870-talet var Bjørnson en uttalad anhängare av Georg Brandes, men han kom senare på kant med de övriga genombrottsförfattarna, i den så kallade sedlighetsfejden, där han i bland annat socialdramat, med utmanande feministisk tendens, En handske 1883, vände sig mot den fria kärleken och förkunnade sexuell avhållsamhet för både kvinnor och män före äktenskapet. Det var ingen teaterdirektör som ville sätta upp dramat, bortsett från i en modifierad form. Hösten samma år gav Bjørnson ut ett mystiskt och symboliskt drama Over Ævne, där han gick till angrepp mot religiöst svärmeri. Detta drama sattes inte upp förrän 1899, men var då en framgång.

### Politisk aktivitet
Under tiden hade Bjørnsons politiska uppfattningar resulterat i ett åtal för högförräderi. Han uppehöll sig i Tyskland en period och kom inte tillbaka till Norge förrän 1882. Han var då övertygad om att teatern var en omöjlig väg för honom och han återgick till att skriva romaner. Han gav ut Det flager i byen og paa havnen 1884 där han utvecklade sina teorier om arv och utbildning. 1889 fick han utgiven en ny, lång roman Paa Guds veje som dryftar samma problem. Samma år utgav han komedin Geografi og kjærlighet som blev en framgång. Under sina sista år engagerade sig Bjørnson djupt i Dreyfusaffären och internationellt fredsarbete.

### Noveller
1894 utgav han en samling noveller med didaktisk prägel. Av senare stycken finner vi den politiska tragedin Paul Lange og Tora Parsberg (1898), Over Ævne II (1895), Laboremus (1901), På Storhove (1902), och Daglannet (1904). I samband med öppnandet av Nasjonalteatret 1899, fick Bjørnson en stor hyllning, och hans sagodrama Sigurd Jorsalfar framfördes. 1860 kom novellen Faderen.

### Bjørnson i nynorska/bondemåls-konflikten
Ett tema som intresserade honom var frågan om nynorskan, det vill säga idén om att skapa ett norskt nationalspråk som skiljde sig klart från det dansk-norska som den norska litteraturen ännu så länge hade skrivits på. Trots Bjørnsons patriotism, stöttade han dem som menade att detta var galenskap. Hans föredrag och pamfletter mot det så kallade målsträvandet i sin extrema form fick ett stort genomslag.

### Nationalist
Bjørnson var medlem av den första norska Nobelkommittén, upprättad 1897, och han blev återvald 1900. 1903 mottog han Nobels litteraturpris.
1905, då Norge skulle välja sin egen oavhängiga statsform, blev den tidigare republikanen överbevisad om att monarki var det rätta för Norge. Först och främst var detta viktigt eftersom det innebar starkare band till Storbritannien, Norges viktigaste handelspartner och allierade, men också då det var i linje med statsformerna i Sverige och Danmark.

## Bjørnsons död och begravning

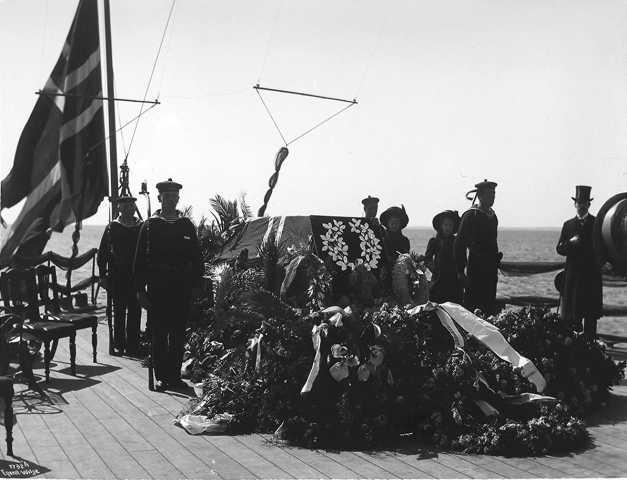
Bjørnsons kista under färden till Norge med pansarskeppet Norge

Bjørnstjerne Bjørnson dog 26 april 1910 i Paris, där han hade tillbringat vintern. Bjørnson ville till Paris för att få behandling, han fördes dit i den danska kungens järnvägsvagn, blev mottagen som den franska republikens gäst, och på hotell Wagram upprättades det en sjuksal för honom. Behandlingen han önskade genomgå, var elektroterapi hos läkaren Jacques-Arsène d'Arsonval. Dock hjälpte ej denna behandling. Efter att Bjørnsons kvarlevor blivit förda till Köpenhamn i kung Haakons salongsvagn och därifrån till Norge med pansarskeppet "Norge", eftersom Bjørnson hade önskat att komma "seilende til hjemlandet, med ansiktet vendt mot Norge", begravdes han på Vår Frelsers gravlund i Oslo.
Aulestad, hans hem, är i dag bevarat som museum.

## Bjørnstjerne Bjørnsons barn
- Bjørn Bjørnson (1859–1942)
- Einar Bjørnson (1864–1942)
- Erling Bjørnson (1868–1959)
- Bergliot Bjørnson (1869–1953)
- Dagny Bjørnson (1871–1872)
- Dagny Bjørnson (1876–1974)

### Originalupplagor och svenska översättningar
- Synnøve Solbakken. Christiania: Dahl. 1857. Libris dqhpl4nkb191jw0b
  -  Synnöve Solbakken. Chicago: Swedish Publ. Co. 1887. Libris 582715
- Mellem slagene. København. 1857. Libris 491821
  -  Mellan drabbningarne : skådespel i en akt. Svenska teatern, 99-1250025-3 ; 173. Stockholm: Bonnier. 1867. Libris 22549511. https://runeberg.org/drabbning/
- Halte-Hulda : drama i 3 Akter. Bergen. 1858. Libris 2565999
- Arne. Bergen. 1858. Libris 2565988
  -  Arne. Uppsala: Edquist. 1860. Libris 1864710
- En glad Gut. 1860
  -  En glad gosse : Skildring ur folklivet. Stockholm: Louise Söderqvist. 1862. Libris 12298288
  -  Öyvind : en glad gut. Chicago, Ill: The Swedish Publishing Co. 1887. Libris 1258008
  - ”En glad själ”. Berättelser (3. samlade uppl.). Stockholm: A. Bonnier. 1904. Libris 4hk8kkc62c0m2zq2
- Smaastykker. Bergen. 1860. Libris 2566012
- Kong Sverre. Kjøbenhavn: Gyldendalske boghandel. 1861. Libris 2348798
- Sigurd Slembe. Kjöbenhavn. 1862. Libris 2566011
- Maria Stuart i Skotland. Kjøbenhavn: Gyldendal. 1863. Libris 2566005
  -  Maria Stuart i Skottland. Upsala: Edquist & Berglund. 1865. Libris 9472668
- De nygifte. Kjøbenhavn. 1865. Libris 491823
  -  De nygifta : komedi i två akter. Svenska teatern, 99-1250025-3 ; 160. Stockholm: Bonnier. 1866. Libris 1585464
- Fiskerjenten. 1868
  -  Fiskarflickan. Alla tiders böcker. Stockholm: Biblioteksförlaget. 1926. Libris 1323692
- Arnljot Gelline. København. 1870. Libris 2565990
- Digte og Sange. København: Gyldendal. 1870. Libris 2565994
- Fortællinger. 1-2. Kjøbenhavn. 1872. Libris 1990322
  -  Berättelser. Stockholm: Alb. Bonnier. 1874. Libris 1578940
- Sigurd Jorsalfar. Kjøbenhavn: Gyldendal. 1872. Libris 12297127
- Kong Eystejn. 1873
- En Fallit : skuespil i fire handlinger. København: Gyldendal. 1874. Libris 2566283
- Redaktøren : skuespil i fire handlinger. København. 1874. Libris 491836
- Magnhild : en fortælling. Kjøbenhavn: Gyldendalske Boghandel. 1877. Libris 849084
  -  Magnhild : berättelse. Stockholm: Bonnier. 1878. Libris 1595822
- Kongen. København: Gyldendal. 1877. Libris 491816
- Det ny system : skuespil i fem handlingar. København. 1878. Libris 491825
- Kaptejn Mansana : en fortælling fra Italien. Kjøbenhavn: Gyldendalske Boghandels Forlag. 1879. Libris 2348704
  -  Kapten Mansana : En berättelse från Italien. Göteborg: T. Hedlund. 1879. Libris 1595820
- Leonarda : skuespil i fire handlinger. Kjøbenhavn: Gyldendal. 1879. Libris 491817
  -  Leonarda : skådespel i fyra handlingar. Göteborg: T. Hedlund. 1879. Libris 1595821
- Af mine Foredrag om Republiken. Kristiania. 1880. Libris 8232047
  -  Republiken. Stockholm: Svea. 1884. Libris 1595823
- Støv : fortælling. Kjøbenhavn: Bibliothek for de tusen hjem. 1887
  -  Dam. Stockholm: Seelig & K. 1889. Libris 1621539
- En hanske : skuespil. København: Gyldendalske Boghandel. 1883. Libris 489375
  -  En handske : skådespel i tre akter. Stockholm: F. & G. Beijers Bokf.-aktb. 1887. Libris 1621540
- Over ævne. 1-2. København: Gyldendalske boghandelsforlag. 1883-1895. Libris 854913
  -  Över förmåga. Stockholm: Sveriges radio. 1947. Libris 21177294
- Det flager i Byen og på Havnen. Kjøbenhavn: Gyldendal. 1884. Libris 2565997
  -  Det flaggar i staden och hamnen : roman. Stockholm: Silén. 1904. Libris 1719137
- Geografi og Kærlighed. København. 1885. Libris 473473
  -  Geografi och kärlek : komedi. Stockholm: Radioteatern. 1955. Libris 17816803
- På Guds veje. Kjöbenhavn. 1889. Libris 2566008
  -  Samlade skrifter : svensk upplaga. Bd 5, På Guds vägar ; Mary. Stockholm: Norstedt. 1912. Libris 728732
- Nye Fortællinger. Kjøbenhavn. 1894. Libris 2566006
- Lyset : en universitets-kantate. Kjøbenhavn. 1895. Libris 2566003
- Paul Lange og Tora Parsberg. Kjøbenhavn. 1898. Libris 491827
- Laboremus. Kjøbenhavn: Gyldendalske Boghandels Forl. 1901. Libris 836498
- På Storhove : drama. København. 1902. Libris 491829
- Daglannet. Kjøbenhavn. 1904. Libris 491588
- Mary : fortælling. Kjøbenhavn: Gyldendal. 1906. Libris 81831
  -  Samlade skrifter : svensk upplaga. Bd 5, På Guds vägar ; Mary. Stockholm: Norstedt. 1912. Libris 728732
- Når den ny vin blomstrer. Kristiania. 1909. Libris 491826

### Samlade skrifter. Svensk upplaga
- Samlade skrifter : svensk upplaga. Stockholm: Norstedt. 1912-1913. Libris 728727
  -  Band 1. 1912. Libris 728728
  -  Band 2. 1912. Libris 728729
  -  Band 3. 1912. Libris 728730
  -  Band 4, Det flaggas i staden och hamnen. 1912. Libris 728731
  -  Band 5, På Guds vägar ; Mary. 1912. Libris 728732
  -  Band 6, Dramer 1. 1913. Libris 728733
  -  Band 7, Dramer 2. 1913. Libris 728734
  -  Band 8, Dramer 3. 1913. Libris 728735
  -  Band 9, Dramer 4. 1913. Libris 728736
  -  Band 10, Dramer 5. 1913. Libris 728737

På norska har Samlede verker utkommit i 11 band (Folkeudgave) 1900, i 5 band (Mindeutgave) 1910–1911, i 10 band 1914, i 9 band 1919–1920 och 1927, i 13 band (Hundreårsutgave) 1932, i 5 band 1941, 1953, 1960, 1975 och 1982 samt i 4 band 1995.